# Wreckage
Wreckage er en ep af det svenske dødsmetal-band Entombed der blev udgivet i 1997 gennem Music For Nations. Epen indenholder to versioner af titelsporet og fire coversange. 

## Numre
1. "Wreckage" – 4:02 (Taget fra DCLXVI: To Ride Shoot Straight and Speak the Truth albummet)
2. "Wreckage (Indy Cart)" Larceny Remix – 5:08
3. "Tear it Loose" – 3:18 (Twisted Sister cover)
4. "Lost" – 3:11 (Jerry's Kids cover)
5. "The Ballad of Hollis Brown" – 4:06 (Bob Dylan cover)
6. "Satan" – 1:10 (The Dwarves cover)

### Numre på den japanske version
1. "Wreckage"
2. "Lights Out" (live)
3. "Just as Sad" (live)
4. "They" (live)
5. "Wreckage" (Indy cart remix)
6. "Kick out the Jams" (MC5 cover)
7. "Tear it loose" (Twisted Sisters cover)
8. "21st Century Schizoid Man" (King Crimson cover)
9. "Bursting out" (Venom cover)
10. "Under the Sun" (Black Sabbath cover)

## Musikere
- Lars Göran Petrov – Vokal
- Jörgen Sandström – Bas
- Nicke Andersson – Trommer
- Uffe Cederlund – Guitar
- Alex Hellid – Guitar